# Миролюбовка (Песчанский район)
Миролю́бовка (укр. Миролюбівка) — село на Украине, находится в Песчанском районе Винницкой области.
Прежние названия: Старо-Хрестище до 1920 года; Батрацкое с 1920 по 1964 год.
Код КОАТУУ — 0523282001. Население по переписи 2001 года составляет 1402 человека. Почтовый индекс — 24720. Телефонный код — 4349. Занимает площадь 2,068 км².

## Религия
В селе действует Свято-Успенский храм Песчанского благочиния Могилёв-Подольской епархии Украинской православной церкви.

## Адрес местного совета
24720, Винницкая область, Песчанский р-н, с. Миролюбовка, ул. Ленина, 65